# Festival Internacional de Benicasim
El Festival Internacional de Benicasim (oficialmente Festival Internacional de Benicàssim) es un festival de música, pop, rock, indie, electrónica y de otros tipos, además de otras actividades (teatro, moda, cine) que se celebra en la localidad de Benicasim (provincia de Castellón, Comunidad Valenciana, España) cada año desde 1995. Hasta el 2005 se celebró aproximadamente el primer fin de semana de agosto, pero debido a la aglomeración de turistas en esta fecha, se celebra desde entonces a mediados de julio.
Es uno de los festivales más importantes de España junto con Primavera Sound Barcelona, Mad Cool Madrid, Sant Antoni Pop Festival, Festival Arte-Nativo Viña Rock Villarrobledo o BBK Live Bilbao.
El Festival Internacional de Benicàssim, también llamado FIB, se caracteriza por su eclecticismo y su orientación hacia las tendencias más innovadoras frente a otros festivales españoles más orientados a estilos musicales específicos o asentados. Es también uno de los de mayor proyección internacional, siendo su renombre a nivel europeo suficiente para atraer a numerosos visitantes de los países vecinos.

## Historia
El Festival Internacional de Benicàssim, llamado en sus inicios Festival Independiente de Benicàssim, es creado por dos hermanos leoneses aunque residentes en Madrid (Miguel y José Morán), el también leonés y fundador del sello Elefant Records Luis Calvo y el Vigués y creador de la revista Spiral Juako Ezpeleta en 1995, aunque estos últimos abandonan la dirección en 1997 quedando al frente los hermanos Morán, con la intención de reunir a unos 30 grupos en esta localidad castellonense, todos ellos dentro del panorama más independiente de la música que estaba teniendo un gran éxito en el Reino Unido y que en España recién se iniciaba. Las principales aportaciones a ese primer cartel fueron The Charlatans, Supergrass y Los Planetas, los cuales han estado siempre muy ligados al festival y han actuado varias veces en él. En ese primer FIB hubo una asistencia de unas 8000 personas y sus conciertos se organizaron en el Velódromo de Benicàssim.
Los siguientes años se volvió a celebrar en este recinto, llevando la misma filosofía que la de ese primer FIB, pero con un crecimiento siempre constante. En 1996 se añadió la música electrónica a los estilos musicales que se daban cita y en 1997 se amplió la programación con el I Ciclo de Cine y Música. Además, a los tres días iniciales de festival, se añadieron la fiesta de presentación de los jueves y la de despedida de los lunes. Entre los grupos que actuaron como cabezas de cartel esos años, estaban: The Jesus and Mary Chain, The Stone Roses, Chemical Brothers, Blur o Suede entre otros, y también estuvo la carpa de música electrónica con nombres como Autechre, Coldcut, Sideral, Basement Jaxx, Jedi Knights, el duo Slam, Herbert, entre otros. La tercera edición logró una asistencia de hasta 18.000 personas, lo cual llevó a la decisión de un cambio de recinto para el futuro. Además, esta tercera edición se recordará siempre como el FIB del diluvio, ya que la fuerte lluvia caída en Benicàssim esos días hizo que muchos conciertos fueran suspendidos.
La nueva ubicación, que es la misma en la actualidad, está a las afueras de la ciudad y junto a la carretera N-340. Su amplio espacio ha permitido que se fueran añadiendo carpas a medida que la fama del festival iba creciendo. En 1998 se amplió con una carpa más dedicada al Chill out. En esa edición actuaron entre otros Primal Scream, Sonic Youth, PJ Harvey, Björk o Yo La Tengo. La asistencia final alcanzó las 22.000 personas.
Hasta 2004, cuando cumplió su décimo aniversario, el FIB ha seguido creciendo en asistencia y número de artistas, aprovechando así el gran tirón que ha tenido el festival fuera de España, sobre todo en el Reino Unido. Entre los artistas que actuaron en el Escenario Verde (así es conocido el escenario principal desde que se sumó Heineken al patrocinio del FIB ) estuvieron The Cure, Radiohead, Suede, Australian Blonde, Placebo, Oasis, Los Planetas, Belle & Sebastian, James, Manic Street Preachers, Pulp, etc.
El 2004 cumplió el décimo aniversario. Entre su cartel se observa la presencia de artistas con una larga historia musical como Lou Reed (The Velvet Underground), Brian Wilson (Beach Boys) o Kraftwerk. Cabe destacar la cancelación del concierto del artista británico Morrissey poco antes de su actuación.
En 2006 Vince Power, un empresario británico con vasta experiencia en la organización de festivales de música, entró en el accionariado de la empresa organizadora.
Hasta la edición de 2007, el FIB siguió creciendo, batiendo año tras año records de asistencia hasta llegar a los aproximadamente 150 000 que participaron en los 4 días de esta edición. Entre los grupos y artistas que actuaron en esos años están: Amy Winehouse, Pixies, The Strokes, Franz Ferdinand, Arctic Monkeys, Depeche Mode, Wilco, Iggy and The Stooges, Nick Cave, Keane o Morrissey, que volvió dos años después de su concierto fallido.
La edición de 2008 reunió a artistas de la talla de Leonard Cohen, Morrissey, Siouxsie, My Bloody Valentine, The Raconteurs, Babyshambles, Mika, Hot Chip, Gnarls Barkley y Enrique Morente, entre otros. Este año se celebró, en paralelo al último día del festival principal (domingo 19 de julio), un concierto de un día en Madrid llamado Saturday Night Fiber en "Juan Carlos I auditorium", con un programa similar en respuesta al cambio de fechas del Summercase que les hizo coincidir.
Tras la edición de 2009, los hermanos Morán abandonaron definitivamente el accionariado, quedando este en manos de Vince Power al cien por cien.

### Edición 2017
La edición de 2017 del FIB tuvo lugar del 13 al 16 de julio. El festival cuenta con The Weeknd, Red Hot Chili Peppers o Kasabian como cabezas de cartel, además de los siguientes grupos:
- Liam Gallagher
- Slaves
- Ride
- Bonobo
- Blossoms
- Tyler The Creator
- Los Planetas
- Deadmau5
- Love of Lesbian
- Pete Doherty
- Crystal Fighters
- Stormzy
- Courteeners
- Belako
- Kaleo
- Biffy Clyro
- Years & Years
- The Jesus And Mary Chain
- Temples
- Leicomers
- La Casa Azul
- Tiga
- Joe Crepúsculo
- HONNE
- Dream Wife
- Mala Rodríguez
- Austra
- James Vincent McMorrow
- Sylvan Esso
- Troyboi
- Lao Ra
- Bejo & DJ Pimp
- TCTS
- Tórtel
- Bigott
- Biznaga
- Desperate Journalist
- Cómo vivir en el campo
- Captains
- Las Odio
- Alien Tango
- Ten Bears
- Conttra

### Premios
| Año  | Premiado                                                                                                | Finalista |
| ---- | --- | --- |
| 2008 | | BEST EUROPEAN FESTIVAL (UK Festival Awards) |
| 2012 | BEST OVERSEAS FESTIVAL (UK Festival Awards)                                                             | |
| 2015 | MEJOR FESTIVAL DE GRAN FORMATO (II Premios Fest); FESTIVAL CON MEJOR ZONA DE ACAMPADA (II Premios Fest) | MEJOR PRODUCCIÓN (II Premios Fest); MEJOR FESTIVAL EXTRANJERO (UK Festival Awards)                                                                     |
| 2016 | | MEJOR FESTIVAL DE GRAN FORMATO (III Premios Fest); FESTIVAL CON MEJOR ZONA DE ACAMPADA (III Premios Fest); FESTIVAL MÁS TECNOLÓGICO (III Premios Fest) |
| 2017 | | MEJOR APORTACIÓN TURÍSTICA (IV Premios Fest) |

## Críticas
En la edición de 2007 se produjo una polémica en torno a la internacionalización del evento, tanto por los porcentajes de abonos vendidos en el extranjero, que en la última edición llegó hasta el 47 %, como por la ausencia, cada vez mayor, de artistas que canten en español. Desde la organización, se argumenta que el festival es de carácter abierto, acude «quien lo desee», así como de vocación «internacional».
Por otra parte colectivos de izquierdas y nacionalistas de la Comunidad Valenciana, como el Colectivo de músicos y cantantes en valenciano (Col·lectiu Ovidi Montllor) o Marina Albiol, política de Esquerra Unida del País Valencià, mostraron su malestar ante la ausencia de grupos que canten en valenciano en el festival, teniendo en cuenta las subvenciones públicas que este recibe, tras conocerse unas declaraciones del coorganizador del FIB, José Luís Morán, en una entrevista al diario Avui, en las que afirmaba que la cultura debía llegar «a más gente» y que prefería «apoyar a la gente que canta en castellano que a los que cantan en euskera, catalán o gallego», declarando que no se trataba «de reducir, sino de tender a un mundo en el que nos podamos comunicar todos mejor y no mirarnos tanto a nosotros mismos. Pero más que boicotear cualquier cultura, lo que buscamos es apoyar la comunicación masiva, llegar al máximo público posible».
Las declaraciones de José Luís Morán fueron contestadas desde el ámbito periodístico en artículos de opinión de Toni Cucarella, Víctor Alexandre y Jordi Fernando, que lo consideraron una muestra de nacionalismo español.